# James Mancham
Sir James Richard Marie Mancham, KBE, (født 11. august 1939 i Victoria, Seychellerne, død 8. januar 2017) var en politiker fra Seychellerne og var øgruppens første præsident.
Mancham læste jura i Storbritannien, og da briterne besluttede at give kolonien selvstændighed, stiftede han Democratic Party, som han ledede frem til februar 2005. Som koloniens førsteminister var Mancham med til at få Seychellernes turistindustri startet, og han fik bygget en lufthavn, så det blev lettere at komme til Seychellerne fra resten af verden. Han blev præsident i 1976, da øerne blev selvstændige, men i juni 1977 blev han (mens han var til Commonwealth-møde i London) afsat ved et blodigt kup, som bragte premierministeren France-Albert René til magten.
Mancham levede i eksil i London frem til 1992, hvor France-Albert René efter Sovjetunionens opløsning erklærede at Seychellerne igen skulle være en flerpartistat. Ved tilbagekomsten til Seychellerne genoptog Mancham sit arbejde med turismen i landet.
Macham stillede op til præsidentvalget i 1993 og fik næstflest stemmer - 36,72%, mens René vandt. I 1998 fik han 13,80% af stemmerne, hvad der gav ham en tredjeplads efter René og Wavel Ramkalawan.